# Paraplotosus butleri
Paraplotosus butleri är en fiskart som beskrevs av Allen, 1998. Paraplotosus butleri ingår i släktet Paraplotosus och familjen Plotosidae. Inga underarter finns listade i Catalogue of Life.